# Anelaphus transversus
Anelaphus transversus är en skalbaggsart som först beskrevs av White 1853.  Anelaphus transversus ingår i släktet Anelaphus och familjen långhorningar. Inga underarter finns listade i Catalogue of Life.